# Zülichendorf
Zülichendorf ist ein Ortsteil der Gemeinde Nuthe-Urstromtal im Landkreis Teltow-Fläming in Brandenburg.

## Geografische Lage
Der Ort liegt südwestlich des Gemeindezentrums. Die angrenzenden Ortsteile und Gemeinden sind (im Uhrzeigersinn, im Norden beginnend): Kemnitz und Nettgendorf, Gottsdorf, Frankenförde, Felgentreu und Niebel. Der nordwestliche Teil der Gemarkung ist mit Wald bewachsen und gehört zum Landschaftsschutzgebiet Nuthetal-Beelitzer Sander, während die verbleibenden Flächen vorzugsweise von der Landwirtschaft genutzt werden. Der Friedrichgraben bildet einen Teil der südlichen Ortsteilgrenze und entwässert die dort vorhandenen, landwirtschaftlich genutzten Flächen in die Nieplitz.

## Geschichte und Etymologie

### 13. bis 16. Jahrhundert
Der Ort wurde im Jahr 1285 erstmals urkundlich als Czulkendorff erwähnt. Das Wort leitet sich vom slawischen colki für Bienen ab. Experten vermuten daher, dass es Siedler waren, die ihren Lebensunterhalt vorzugsweise mit dem Verkauf von Honig bestritten. Das Dorf („villa“) gehörte bis 1285 der Familie von Richow, die es an das Kloster Zinna verkauften. Im Jahr 1389 erschien ein iacob czulkendorp in Treuenbrietzen. Die nächste Erwähnung stammt erst aus dem Jahr 1480: In Czulkendorf lebten zu dieser Zeit der Dorfschulze, der zwei Hufen und eine Wiese bewirtschafte. Außerdem gab es 17 Einhufner, darunter den Krüger. Ein Kossät besaß vier Kossätenhöfe; gemeinsam bewirtschafteten sie 19 Hufen. Die Bewohner von Zcewlickendorff leisteten im Jahr 1534 Abgaben in Höhe von 11 Rheinischen Gulden (fl) 2 Groschen (gr) 2 Pfennig (d) zum 50. Pfenning. Nach der Reformation übernahm im Jahr 1553 das Amt Zinna das Dorf „mit allem Recht“. Der Küster erhielt im Jahr 1562 von jedem Bauern 4 1⁄2 Scheffel Roggen, 20 Brote und zwei Eier. Der Pfarrer hatte ursprünglich einen Anspruch auf 1⁄3 des Fleischzehnt, dieser wurde aber offenbar vom Abt des Klosters eingezogen. Die Schreibweise änderte sich im Jahr 1568 auf Czucheldorff. Zu dieser Zeit besaß der Schulze nach wie vor zwei Hufen und eine Wiese. Die 17 Einhufnerhöfe waren ebenfalls nach wie vor besetzt, darunter ein Krüger, sowie eine Witwe. Mittlerweile war ein Hirtenhaus errichtet worden. Im Jahr 1584 lebten im Dorf 20 Hauswirte, die 9 Taler zum 70. Pfenning zahlen mussten (1586).

### 17. Jahrhundert
Um 1600 lebten im Dorf ausweislich eines Vortzeichnüß der Ämbter, Clöster, Gerichtsjunkern unnd Dorfer im Erzstift Magdeburg insgesamt 20 Hauswirte; 1609 waren dies der Schulze, 17 Hufner und zwei Kossäten. Vor dem Dreißigjährigen Krieg gab es im Dorf ausweislich des Erbbuches des Amtes Zinna aus dem Jahr 1642 im Frieden insgesamt 20 besessene Mann, darunter einen Lehnmann, 17 Hufner und zwei Kossäten. Zülichendorf war 19 Hufen groß, darunter zwei Lehnhufen des Schulzen. Einer der Gärtner besaß eine 2 Mg große Wiese „in den Kehlen bei der Horst“. Der Pfarrer erhielt zu dieser Zeit 20 Scheffel Roggen, der Küster 7 Scheffel sowie 19 Brote und 72 Eier. Im Krieg wurde das Dorf komplett zerstört, lag wüst und erholte sich nur langsam. Noch im Jahr 1684 waren von den 17 Hufnern nur drei Höfe bewohnt; zwei Kossätenhöfe lagen ebenfalls wüst. Zwei Jahre später gab es mittlerweile sechs bewohnte und einen unbewohnten Hof. Der Schulze brachte auf seinen zwei Hufen insgesamt 19 Scheffel Aussaat aus. Er erntete 6 Fuder Heu, besaß eine Wohnung mit Garten und das Recht zur Hütung, Viehzucht und Holzung. Auf einem anderen Bauerngut brachte er auf einer Hufe noch 10 1⁄2 Scheffel Aussaat aus. Die fünf Einhufner besaßen jeder ein Haus mit Garten, Weide und Holzungsrecht. Sie brachten auf jeder Hufe 10 1⁄2 Scheffel Aussaat aus. Drei von ihnen besaßen noch ein wüstes Bauerngut. Zehn weitere wüste Bauerngüter und einen Kossätenhof wurden von der Gemeinde bewirtschaftet.

### 18. Jahrhundert

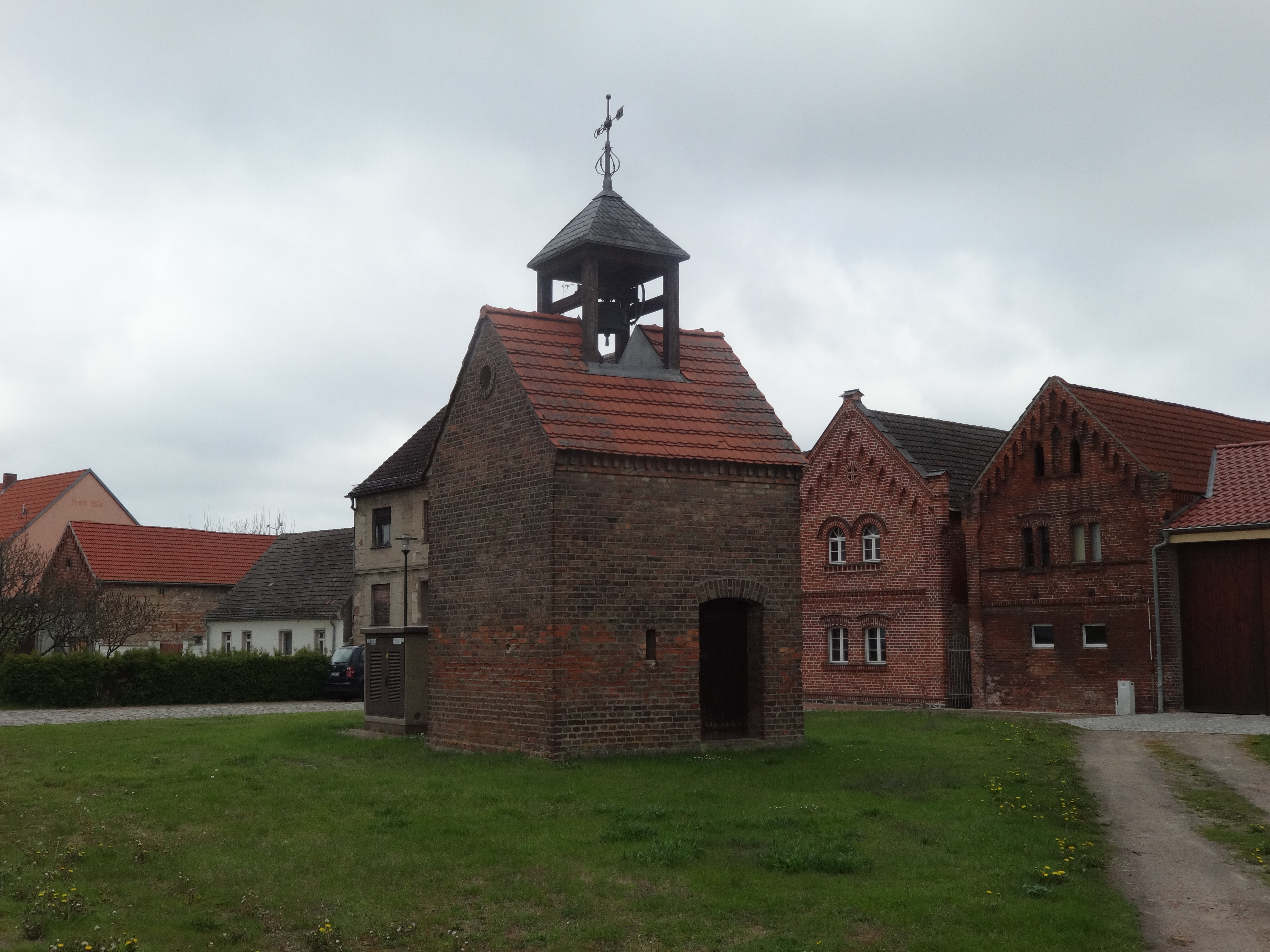
Denkmalgeschützter Glockenturm

Der Generalpachtanschlag vom Amt Zinna aus dem Jahr 1727 nannte für Zülichendorf den Lehnschulzen sowie 16 Hufner. Aus dem Folgejahr ist eine Aussaatliste überliefert, nach der zehn Bauern auf 19 Hufen je 9 Wispel 16 Scheffel 4 Metzen Aussaat ausbrachten. Im Jahr 1738 gab es ausweislich einer Prästationstabelle des Amtes Zinna im Dorf einen Zweihufner (den Lehnschulzen), 17 Einhufner (darunter den Krüger) sowie zwei Kossäten. während die Spezifikation der Dörfer und Städte der Kurmark von 1745 lediglich von 18 Hufnern, zwei Kossäten und zwei Büdnern berichtete. Im Jahr 1749 lebten auf 19 Hufen insgesamt 18 Vollspänner und drei Kossäten Ein weiterer Generalpachtanschlag des Amtes Zinna aus den Jahren 1749/1755 berichtete von 18 Hufnern, darunter ein Zweihufner (einer davon der Lehnschulze) und 17 Einhufnern. Es gab zwei Kossäten, vier Büdner, ein Paar sowie drei einzelnen Einlieger. In dieser Zeit änderte sich die Schreibweise im Jahr 1753 auf Zillchendorf. Die Familienstandstabellen der Amtsdörfer und Stadt Luckenwalde aus dem Jahr 1772 berichten von 18 Hufnern (darunter der Schulze), zwei Kossäten, einem Kuhhirten einem Pferdehirten, fünf Büdnern (darunter der Schmied) sowie einem Schulmeister. Es gab 28 Männer und 28 Frauen sowie vier alte Männer und vier alte Frauen im Dorf. 18 Söhne waren älter als 10 Jahre, 29 jünger. 16 Töchter waren über 10 Jahre alt, 16 jünger. Außerdem lebten im Dorf 15 Knechte und 10 Mägde. Hinzu kam ein Einlieger mit zwei Frauen und einem Sohn. Kurz darauf änderte sich die Schreibweise erneut auf Zühlichendorf, Zielichendorf im Jahr 1775. Die Historischen Tabellen der Kurmark 1789/1791 führten für das Jahr 1791 insgesamt 18 Bauern, zwei Kossäten, fünf Büdner, fünf Hausleute oder Einlieger und 28 Feuerstellen (= Haushalte) auf.

### 19. Jahrhundert
Im Jahr 1801 gab es nach Bratring im Dorf den Lehnschulzen, 17 Ganzbauern, zwei Ganzkossäten, vier Büdner, fünf Einlieger eine Schmiede und einen Krug. Die Bewohner schlugen 100 Mg Holz, bewirtschafteten 19 Bauernhufen und betrieben 29 Feuerstellen. Im Jahr 1813 wurde von Lehnschulzen, 17 Bauern, zwei Kossäten, acht Büdnern sowie einem Gemeindeschulhaus berichtet. Außerdem war ein Hirtenhaus entstanden; hinzu kamen 31 Wohnhäuser. Im Zülichendorf ließen sich Handwerker nieder: Im Jahr 1837 arbeitete im Dorf ein Schneidermeister mit zwei Gehilfen, Zimmerleute, ein Maurer und ein Grobschmiedemeister. Es wurden zwei Webstühle auf Leinwand als Nebenbeschäftigung betrieben. Außerdem gab es einen Schankwirt, je zwölf männliche und weibliche Dienstboten und 36 Wohnhäuser. Das Ortschaftsverzeichnis von 1858 beschrieb das Dorf mit vier öffentlichen, 42 Wohn- und 88 Wirtschaftsgebäuden. Es war 1514 Mg groß: 10 Mg Gehöfte, 17 Mg Gartenland, 669 Mg Acker, 225 Mg Wiese, 216 Mg Weide und 278 Mg Wald.

### 20. Jahrhundert
Aus einem Viehstands- und Obstbaumlexikon ist bekannt, dass im Jahr 1900 im Dorf 54 Häuser auf 915 Hektar (ha) standen. Der Amtsvorsteher besaß 92,5 ha, drei Büdner 13, 12 bzw. 6,5 ha, drei Büdner und Maurer 13, 8,5 und 7 ha sowie ein Büdner und Weber 15 ha. Zwei Büdner und Zimmerleute besaßen 15,5 bzw. 8,7 ha, ein Gastwirt 7 ha. Der Gemeindevorsteher besaß 38,30 ha, ein Halbkossät 11,71 ha. Die acht Hufner hatten 47,50, 46,50, 45,30, 44, 42,50, 40,50, 40,30 und 38,50 ha. Der Kossät besaß 29 ha, der Lehrer 0,6 ha. Die beiden Stammgutsbesitzer besaßen 17,5 ha bzw. 12,5 ha. Das Gemeindelexikon aus dem Jahr 1932 führt für das Jahr 1931 insgesamt 52 Wohnhäuser mit 59 Haushaltungen auf. Im Jahr 1939 gab es im Dorf 19 land- und forstwirtschaftliche Betriebe mit 20 bis 100 ha, 14 zwischen 10 und 20 ha, 8 zwischen 5 und 10 ha sowie 3 mit 0,5 bis 5 ha.
Nach dem Zweiten Weltkrieg wurden 125,3 Hektar enteignet: 18 ha Acker, 285, ha Wiese und Weide, 72,8 ha Wald, 5 ha Wege und Ödland sowie 0,8 ha Gewässer. Davon erhielten ein landloser Bauer und Landarbeiter 7,5 ha, weitere 114,8 ha gingen an 25 landarme Bauern sowie 2,9 ha an die Gemeinde. Im Jahr 1953 gründete sich eine LPG vom Typ I mit zwölf Mitgliederung und 48 ha Fläche, die sich jedoch wieder auflöste. Im Jahr 1958 gründete sich eine zweite LPG Typ I mit 13 Mitgliedern, die sich 1960 auflöste. Im genannten Jahr bestand eine LPG Typ I, die 1961 insgesamt 74 Mitglieder und 536 ha Hektar landwirtschaftlicher Nutzfläche besaß. Diese wurde nach 1966 an eine LPG Typ III angeschlossen, die wiederum 1975 zur LPG Typ III Frankenförde kam.
Am 6. Dezember 1993 wurde Zülichendorf in die neue Gemeinde Nuthe-Urstromtal eingegliedert. Im Jahr 1995 erhielt das Dorf eine neue Straße, die von Nettgendorf nach Dobbrikow führt.

## Bevölkerungsentwicklung
| Einwohnerentwicklung in Zülichendorf von 1772 bis 2023 | Einwohnerentwicklung in Zülichendorf von 1772 bis 2023 | Einwohnerentwicklung in Zülichendorf von 1772 bis 2023 | Einwohnerentwicklung in Zülichendorf von 1772 bis 2023 | Einwohnerentwicklung in Zülichendorf von 1772 bis 2023 | Einwohnerentwicklung in Zülichendorf von 1772 bis 2023 | Einwohnerentwicklung in Zülichendorf von 1772 bis 2023 | Einwohnerentwicklung in Zülichendorf von 1772 bis 2023 | Einwohnerentwicklung in Zülichendorf von 1772 bis 2023 | Einwohnerentwicklung in Zülichendorf von 1772 bis 2023 | Einwohnerentwicklung in Zülichendorf von 1772 bis 2023 | Einwohnerentwicklung in Zülichendorf von 1772 bis 2023 | Einwohnerentwicklung in Zülichendorf von 1772 bis 2023 | Einwohnerentwicklung in Zülichendorf von 1772 bis 2023 | Einwohnerentwicklung in Zülichendorf von 1772 bis 2023 | Einwohnerentwicklung in Zülichendorf von 1772 bis 2023 | Einwohnerentwicklung in Zülichendorf von 1772 bis 2023 | Einwohnerentwicklung in Zülichendorf von 1772 bis 2023 | Einwohnerentwicklung in Zülichendorf von 1772 bis 2023 |
| ------------------------------------------------------ | ------------------------------------------------------ | ------------------------------------------------------ | ------------------------------------------------------ | ------------------------------------------------------ | ------------------------------------------------------ | ------------------------------------------------------ | ------------------------------------------------------ | ------------------------------------------------------ | ------------------------------------------------------ | ------------------------------------------------------ | ------------------------------------------------------ | ------------------------------------------------------ | ------------------------------------------------------ | ------------------------------------------------------ | ------------------------------------------------------ | ------------------------------------------------------ | ------------------------------------------------------ | ------------------------------------------------------ |
| Jahr                                                   | 1772                                                   | 1791                                                   | 1801                                                   | 1817                                                   | 1837                                                   | 1858                                                   | 1871                                                   | 1885                                                   | 1895                                                   | 1905                                                   | 1925                                                   | 1939                                                   | 1946                                                   | 1964                                                   | 1971                                                   | 1981                                                   | 2023                                                   |                                                        |
| Einwohner                                              | 159                                                    | 188                                                    | 206                                                    | 174                                                    | 254                                                    | 252                                                    | 291                                                    | 268                                                    | 261                                                    | 267                                                    | 261                                                    | 247                                                    | 341                                                    | 251                                                    | 226                                                    | 300                                                    | 321                                                    |                                                        |

## Kultur und Sehenswürdigkeiten
- Der Glockenturm am Dorfanger steht unter Denkmalschutz.
- Bildungszentrum Pferdebewusst-Lernen, Fortbildungen zur Pferde- und Hundegesundheit

## Bildung

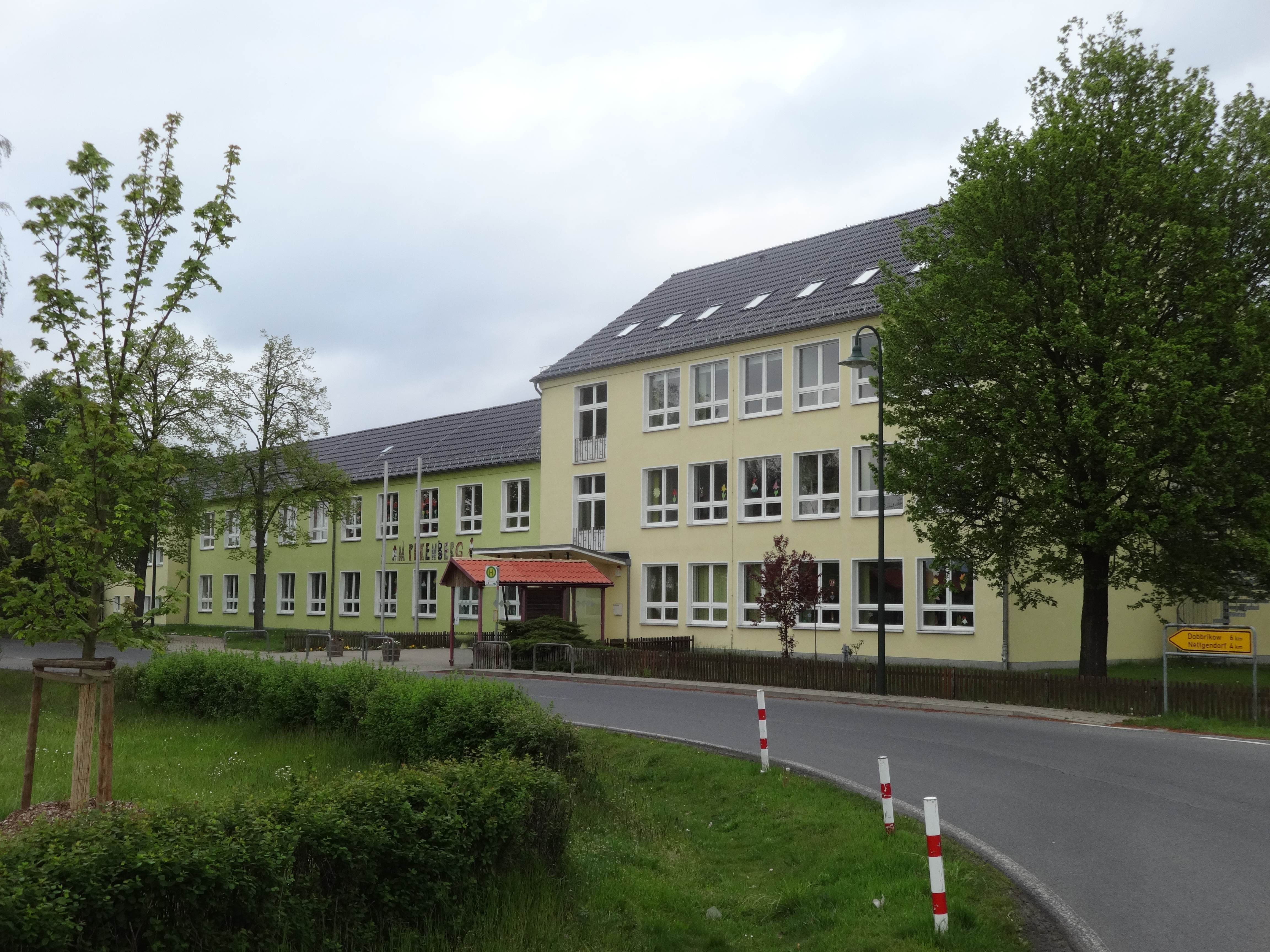
Grundschule am Pekenberg

- Die Verlässliche Halbtagsgrundschule Zülichendorf, auch (Grundschule Am Pekenberg genannt), bietet ein täglich mindestens fünf Zeitstunden umfassendes Schulangebot.
- AWO Kita Entdeckerland

## Wirtschaft, Politik und Infrastruktur
Im Ort existieren neben Kleingewerbetreibenden auch eine Bäckerei.
Der Ortsvorsteher ist Udo Hauchwitz.
Die Zülichendorfer Landstraße verbindet in nordwestlicher nach südöstlicher Richtung die Orte Kemnitz mit Luckenwalde. Ein Abzweig führt als K7218 in südlicher Richtung nach Felgentreu und als K7219 in nördlicher Richtung über Nettgendorf nach Dobbrikow. Die Verkehrsgesellschaft Teltow-Fläming bindet den Ortsteil mit der Linie 755 nach Luckenwalde und Kemnitz an.